# Strzelce Górne (gromada)
Strzelce Górne – dawna gromada, czyli najmniejsza jednostka podziału terytorialnego Polskiej Rzeczypospolitej Ludowej w latach 1954–1972.
Gromady, z gromadzkimi radami narodowymi (GRN) jako organami władzy najniższego stopnia na wsi, funkcjonowały od reformy reorganizującej administrację wiejską przeprowadzonej jesienią 1954 do momentu ich zniesienia z dniem 1 stycznia 1973, tym samym wypierając organizację gminną w latach 1954–1972.
Gromadę Strzelce Górne z siedzibą GRN w Strzelcach Górnych utworzono – jako jedną z 8759 gromad na obszarze Polski – w powiecie bydgoskim w woj. bydgoskim, na mocy uchwały nr 24/3 WRN w Bydgoszczy z dnia 5 października 1954. W skład jednostki weszły obszary dotychczasowych gromad Aleksandrowo, Strzelce Dolne i Borówno ze zniesionej gminy Dobrcz oraz obszar dotychczasowej gromady Jarużyn ze zniesionej gminy Osielsko w tymże powiecie. Dla gromady ustalono 22 członków gromadzkiej rady narodowej.
Gromadę zniesiono 31 grudnia 1959, a jej obszar włączono do gromad Fordon (wsie Strzelce Górne, Strzelce Dolne i Jarużyn) i Dobrcz (wsie Aleksandrowo, Borówno, Gądecz i Kusowo) w tymże powiecie.